# گودریچ
گودریچ (انگلیسی: Goodrich Corporation) شرکت هوافضای آمریکایی بود، که در تولید انواع تایر، لاستیک، تجهیزات الکترونیکی، قطعات هواگرد و فناوری هوافضا فعالیت می‌نمود.
شرکت گودریچ در سال ۱۸۷۰ توسط بنجامین گودریچ در شهر اکران، اوهایو راه‌اندازی شد و در سال ۲۰۱۲ توسط شرکت یونایتد تکنالوجیز خریداری گردید. دفتر مرکزی این شرکت در شهر شارلوت، کارولینای شمالی، ایالات متحده آمریکا قرار داشت.